# Xrdp
xrdp は、Microsoft RDPプロトコルのフリーかつオープンソースのサーバである。Apache License, Version 2.0 でライセンスされ、主にLinuxで利用可能である。RDPによるグラフィカルログインを提供する。

## 注
FreeBSDやmacOSへの対応も進められている。